# Åke Zackari
Per Åke Zachari, född 8 maj 1933 i Nedertorneå socken i Norrbottens län, död 16 juli 2013 i Övertorneå, var en svensk polis, målare och tecknare.
Han var son till tullmästaren Hannes Zackari och Ida Lindroth och från 1955 gift med Anita Lucia Josefsson. Zachari studerade först konst på egen hand innan han tog några korrespondenskurser som han följde upp med personlig skolning från Aarno Ahtaja 1949–1950. Separat ställde han ut i ett flertal norrländska orter. Hans konst består av stilleben och friluftsskildringar från den svenska fjällvärlden. Zachari är representerad vid Haparanda hotell och Hietaniemi kommun. I sin ungdom var Zachari backhoppare och simmare. 

### Fotnoter
1. ↑  Minnesord Åke Zachari nsd.se 3 augusti 2013. Läst 18 juni 2017.